# Vedette de fusiliers marins
La Vedette de fusiliers marins (VFM) Intercepteur 15, anciennement appelée Vedette protégée de défense maritime et portuaire (VPDMP), est un programme d’armement français. Il a pour objet de doter les fusiliers marins d’embarcations rapides, mais aussi dotées d’un armement puissant et offrant une protection (blindage) à l’équipage, ce que les bateaux actuellement en service ne proposent pas. 12 exemplaires ont été commandés en mars 2018 au chantier naval Ufast de Quimper,,.

## Caractéristiques
L'équipage est composé de deux personnes et d'une équipe spécialisée de 8 fusiliers-marins.
La longueur est de 15 mètres, la largeur de 4,3 mètres, la masse de 17 tonnes, 
Elles sont réalisées en matériau composite (CVR) et sont dotées d’une propulsion hors-bord, avec quatre moteurs de 350 cv pour une vitesse de 40 nœuds à pleine charge. La cabine et les parties critiques sont blindées.
Elles sont armées de deux mitrailleuses de 7,62 mm ou 12,7 mm et disposent de poste de tir pouvant mettre en œuvre, entre autres, un missile antichar AKERON MP.

## Histoire
La direction générale de l'Armement a lancé un appel d'offres pour ces vedettes en janvier 2017.
La première, immatriculée CC 937450 Bir Hakeim, est livrée le 17 octobre 2022, puis le Laffaux au début de l'année suivante. Il est prévu une livraison tous les mois et demià la FORFUSCO, huit pour la métropole et deux pour Djibouti.
Mais en 2023 après la livraison de seulement deux navires la production est suspendue à la suite de difficultés, et UFAST renégocie le contrat avec la DGA. Ajouté à des déboires sur le marché africain, ceci entraîne le dépôt de bilan d'UFAST en mars 2024 et sa mise en redressement judiciaire. En juin 2025, TLT Marine et services reprend le chantier naval avec 16 salariés, et compte sur la vente des vedettes encore à construire.